# مرکز ملی توفند
مرکز ملی توفند (به انگلیسی: National Hurricane Center) با کوته‌نوشت (NHC)، بخشی از اداره ملی اقیانوسی و جوی و خدمات هواشناسی ملی ایالات متحده (NOAA) است که مسئول ردیابی و پیش‌بینی سیستم‌های آب و هوای استوایی بین نصف النهار مرجع و نصف‌النهار ۱۴۰ درجه غربی قطب شمال تا موازی نصف‌النهار ۱۴۰ درجه غربی در شمال شرقی اقیانوس آرام و سی و یکمین موازی شمالی در شمال اقیانوس اطلس است. این آژانس، که با شعبه خدمات هواشناسی ملی میامی مستقر است، در محوطه دانشگاه بین‌المللی فلوریدا میامی، در یونیورسیتی پارک، فلوریدا واقع شده است.
شعبهٔ تجزیه و تحلیل و پیش‌بینی گرمسیری NHC (TAFB) به‌طور معمول پیش‌بینی‌های دریایی را در قالب پیش‌بینی‌های گرافیکی و دریاهای آزاد در طول سال منتشر می‌کند و مرکز پیش‌بینی اقیانوس مسئولیت پشتیبان این واحد را بر عهده دارد. شاخهٔ فناوری و علم (TSB) پشتیبانی فنی را برای این مرکز فراهم می‌کند که شامل تزریق‌های جدید فناوری از خارج از کشور است. فرمانده، واحد هماهنگی شناسایی هوایی، همه توفان‌ها (CARCAH) هواپیماها را برای اهداف تحقیقاتی و عملیاتی به توفندهای گرمسیری در طول فصل توفان اقیانوس اطلس و رویدادهای آب و هوایی مهم، از جمله توفندهای برفی، در طول زمستان و بهار، مأمور می‌کند. تحقیقات برای بهبود پیش‌بینی‌های عملیاتی از طریق پروژهٔ بهبود پیش‌بینی توفند (HFIP) و بستر آزمایش مشترک توفند (JHT) انجام می‌شود.
در طول فصل توفند اقیانوس اطلس و شمال شرقی اقیانوس آرام، واحد متخصص توفند (HSU) چشم‌انداز معمول آب‌وهوای گرمسیری را برای شمال شرقی اقیانوس آرام و اقیانوس اطلس شمالی منتشر می‌کند. زمانی که توفند یا توفان استوایی در عرض ۴۸ ساعت انتظار می‌رود، مرکز از طریق رسانه‌های خبری و رادیوی هواشناسی سازمان ملی اقیانوسی و جوی (NOAA) ساعت‌ها و هشدارهایی را صادر می‌کند.
اگرچه NHC یکی از آژانس‌های ایالات متحده است، سازمان جهانی هواشناسی آن را به عنوان مرکز تخصصی هواشناسی منطقه‌ای برای اقیانوس اطلس شمالی و شرق اقیانوس آرام تعیین کرده و آن را به مرکز پاکسازی پیش‌بینی‌ها و مشاهدات توفند گرمسیری در این مناطق تبدیل کرده است. اگر NHC قدرت خود را از دست بدهد یا ناتوان شود، مرکز توفان اقیانوس آرام مرکزی از توصیه‌های توفند استوایی و چشم‌انداز آب‌وهوای گرمسیری برای شمال شرقی اقیانوس آرام حمایت می‌کند، در حالی که مرکز پیش‌بینی آب‌وهوا از توصیه‌های توفند استوایی و چشم‌انداز آب‌وهوای گرمسیری برای اقیانوس اطلس شمالی پشتیبانی می‌کند.